# Isabelle Le Callennec
Pour les articles homonymes, voir Le Callennec.
Isabelle Le Callennec, née le 14 octobre 1966 à Nantes (Loire-Atlantique), est une femme politique française.
Vice-présidente des Républicains de 2016 à 2017, députée de la 5e circonscription d'Ille-et-Vilaine de 2012 à 2017, conseillère départementale d'Ille-et-Vilaine de 2008 à 2021, elle est maire de Vitré, présidente de Vitré Communauté depuis 2020 et conseillère régionale de Bretagne depuis 2021. En quatrième position sur la liste des Républicains menée par François-Xavier Bellamy, elle est élue députée européenne, le 9 juin 2024.

## Biographie

### Famille et carrière professionnelle
Mariée à Paul Le Callennec, elle habite à Vitré et est mère de deux fils. Elle a grandi à Rennes dans une famille issue de la « classe moyenne » : d'un père d’origine basco-béarnaise et d'une mère bretonne.
Diplômée de l'École supérieure de commerce d'Amiens (promotion 1989), Isabelle Le Callennec a travaillé quatre ans comme responsable commerciale dans une petite société de production audiovisuelle à Paris. Elle se spécialise ensuite dans la communication des collectivités locales, suivant une formation en alternance à l'École des hautes études en sciences de l'information et de la communication - Celsa (Paris-Sorbonne). Elle effectue un stage de huit mois au Conseil général d'Ille-et-Vilaine en 1992.
En 1993, elle devient chef de cabinet, puis assistante parlementaire, de Pierre Méhaignerie.

### Parcours politique local

#### Mairie de Vitré
Elle obtient son premier mandat électoral en étant élue au conseil municipal de Vitré lors des élections municipales de 2008 en Ille-et-Vilaine. Mais à la suite de son élection à l'Assemblée nationale de juin 2012, Isabelle Le Callennec renonce à son mandat de conseillère municipale de Vitré. Elle est candidate aux élections municipales de 2020 à Vitré, auxquelles le maire sortant, Pierre Méhaignerie, ne se représente pas. Sa liste l'emporte, avec 55,6 % dès le premier tour en mars. En raison de la menace représentée par la pandémie de Covid-19, le premier conseil municipal ne se tient qu'au 25 mai de la même année, date de son élection au poste de maire de la commune.

#### Conseil départemental d'Ille-et-Vilaine
En mars 2008, elle est élue conseillère générale du canton de Vitré-Est. À l'assemblée départementale, elle siège dans le groupe Union de la droite et du centre. Son suppléant est Victor Blot, maire de Mondevert.
En mars 2015, elle est réélue conseillère départementale du canton de Vitré avec Thierry Travers, maire de Val-d'Izé. Etant candidate aux élections régionales, elle ne se représente pas aux élections départementales.

#### Région Bretagne
Pour les élections régionales de 2021, elle conduit la liste du parti Les Républicains de la région Bretagne. Cette liste se prénomme « Hissons haut la Bretagne ». Sa liste est battue avec 21,98 % des voix et termine seconde, avec 14 élus.

### Engagement national
Le 17 juin 2012, candidate à la succession de Pierre Méhaignerie à l'Assemblée nationale, elle est élue députée de la 5e circonscription d'Ille-et-Vilaine. Jean-Claude Blouin, conseiller départemental du canton de Retiers, est son suppléant à l'Assemblée nationale. Elle arrive en tête au premier tour avec 43,33 % des voix et est élue au second tour avec 55,79 % devant la socialiste Anne-Laure Loray.
Le 4 décembre 2014, elle est nommée, par le nouveau président de l'UMP Nicolas Sarkozy, porte-parole du parti, en tandem avec Sébastien Huyghe. Le 2 juin 2015, elle devient déléguée générale adjointe au projet du nouveau mouvement Les Républicains, au côté d'Éric Woerth ; elle est remplacée comme porte-parole par Lydia Guirous. Le 15 décembre 2015, elle devient vice-présidente du parti, en tandem avec Laurent Wauquiez.
Elle soutient François Fillon pour la primaire de la droite et du centre de 2016. Après la victoire de ce dernier, elle devient l'une de ses porte-paroles.
Candidate à sa réélection lors des élections législatives de 2017, elle est battue à l'issue du second tour par Christine Le Nabour (REM).

#### Questions sociétales sur l'IVG et les droits homoparentaux
Isabelle Le Callennec s'oppose en 2013 à l'institution du mariage homosexuel, apportant un soutien à la manifestation du 13 janvier, organisée par La Manif pour tous.
En avril 2014, avec Marc Le Fur, elle est l'une des quelques députés UMP de Bretagne à avoir signé l'amendement demandant que l'interruption volontaire de grossesse (IVG) ne soit plus un acte remboursé par la Sécurité sociale,,.

### Polémique à la suite des modifications de sa page Wikipédia
La suppression de certains passages de l'article Wikipédia qui lui est consacré est relevée par l'émission de France 2 L’œil du 20 heures comme un exemple de réécriture partisane grâce à des « coups de ciseaux ». Numerama et la presse quotidienne régionale précisent que ces modifications, consistant à retirer des passages de l'article traitant de sa signature de l'amendement pour dérembourser l'IVG et de sa présence à une manifestation de La Manif pour tous, sont effectuées par le conseiller régional LR Stéphane de Sallier Dupin pendant la campagne des élections régionales de 2021,,,.
Interviewée dans Le Télégramme, Isabelle Le Callennec précise sa position : « C’est en lisant des articles sur moi lorsque ma candidature aux régionales a été annoncée que Stéphane Sallier Dupin, qui est dans mon équipe de campagne, a noté que mention était faite de positions prétendues sur le mariage pour tous et l’IVG, totalement sorties de leur contexte. Caricaturales. Sur ces deux sujets, je me suis expliquée des dizaines de fois. »,.

## Mandats

### Mandats parlementaires
- 20 juin 2012 - 19 juin 2017 : Députée de la 5e circonscription d'Ille-et-Vilaine.
- 2024 - Aujourd'hui : Députée européenne

### Mandats locaux
- mars 2008 - juillet 2012 : Conseillère municipale de Vitré, membre des commissions affaires sociales et affaires sportives et jeunesse.
- mars 2008 - mars 2015 : Conseillère générale du canton de Vitré-Est.
- De mars 2015 à juin 2021 : Conseillère départementale du canton de Vitré.
- De mai 2020 à juillet 2024: Maire de Vitré.
- Depuis juillet 2020 à juillet 2024 : Présidente de Vitré Communauté.

### Mandats intercommunaux
- mars 2008 - juillet 2012 : Conseillère communautaire de la communauté d'agglomération de Vitré Communauté, déléguée à l'emploi, l'insertion et la prévention.